# Cellera d'Amont
Cellera d'Amont es una entidad de población española del municipio de Seriñá, perteneciente a la provincia de Gerona, en la comunidad autónoma de Cataluña.

## Toponimia
El lugar puede aparecer referido como «Cellera d'Amont» y «Sellera de Mont».

## Historia
Hacia mediados del siglo XIX, el lugar ya pertenecía a Seriñá. Aparece descrito en el decimocuarto volumen del Diccionario geográfico-estadístico-histórico de España y sus posesiones de Ultramar de Pascual Madoz con las siguientes palabras:

SELLERA DE MONT: barrio ó cas. en la prov., part. jud. y dióc. de Gerona, ayunt. de Seriñá, de cuyo l. depende: consta de varias casas y una capilla con culto público.
(Madoz, 1849, p. 167)

En 2022, tenía empadronados 33 habitantes.